# Columbus (modulo)

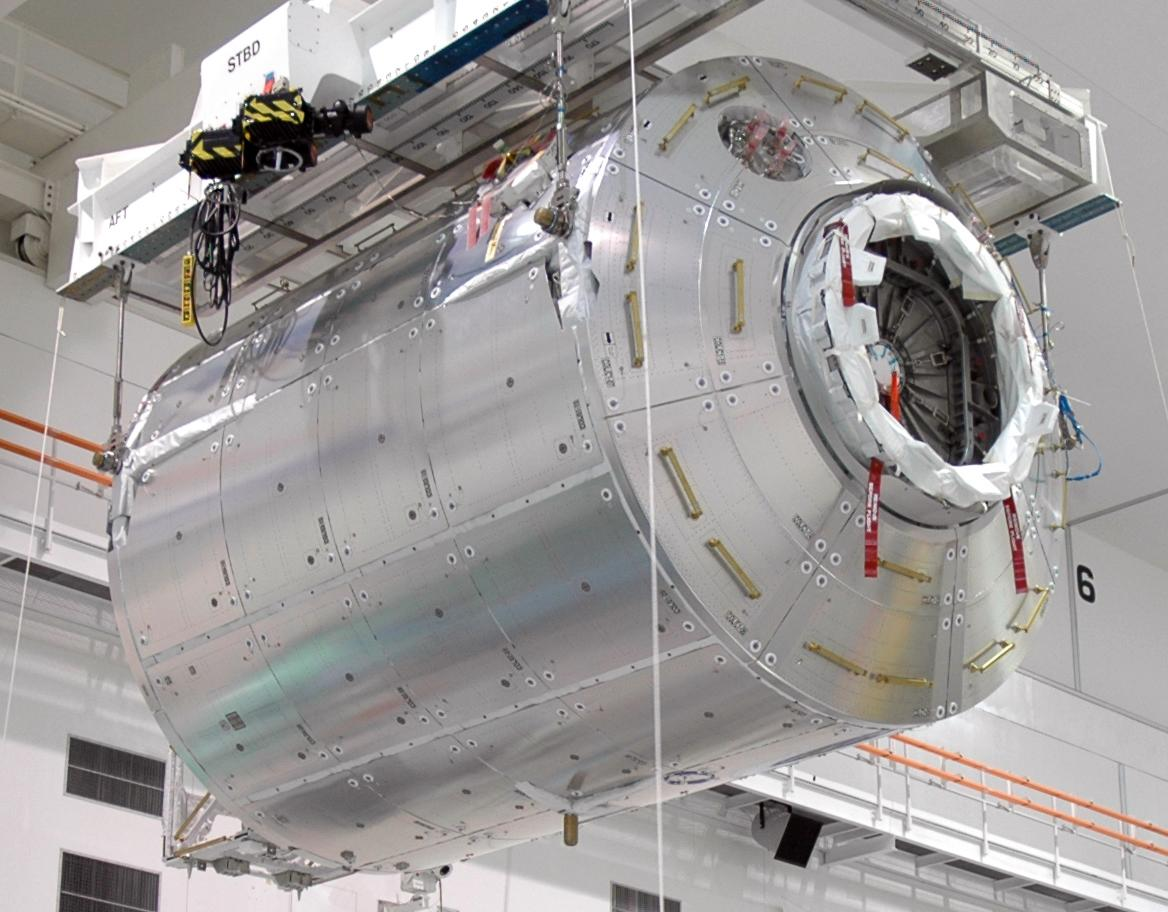
Il modulo Columbus al Kennedy Space Center durante alcuni test

Il laboratorio Columbus (a volte indicato anche come Columbus Orbital Facility) è un modulo di ricerca sviluppato dall'Agenzia Spaziale Europea (ESA) e costruito in Italia a Torino, per la Stazione spaziale internazionale. Consegnato nel maggio 2006 al Kennedy Space Center è stato lanciato nella stiva di carico dello Space Shuttle Atlantis il 7 febbraio 2008 con il volo STS-122. Il modulo Columbus è stato realizzato per l'ESA in collaborazione da Alenia Spazio (Italia) e EADS.

## Descrizione

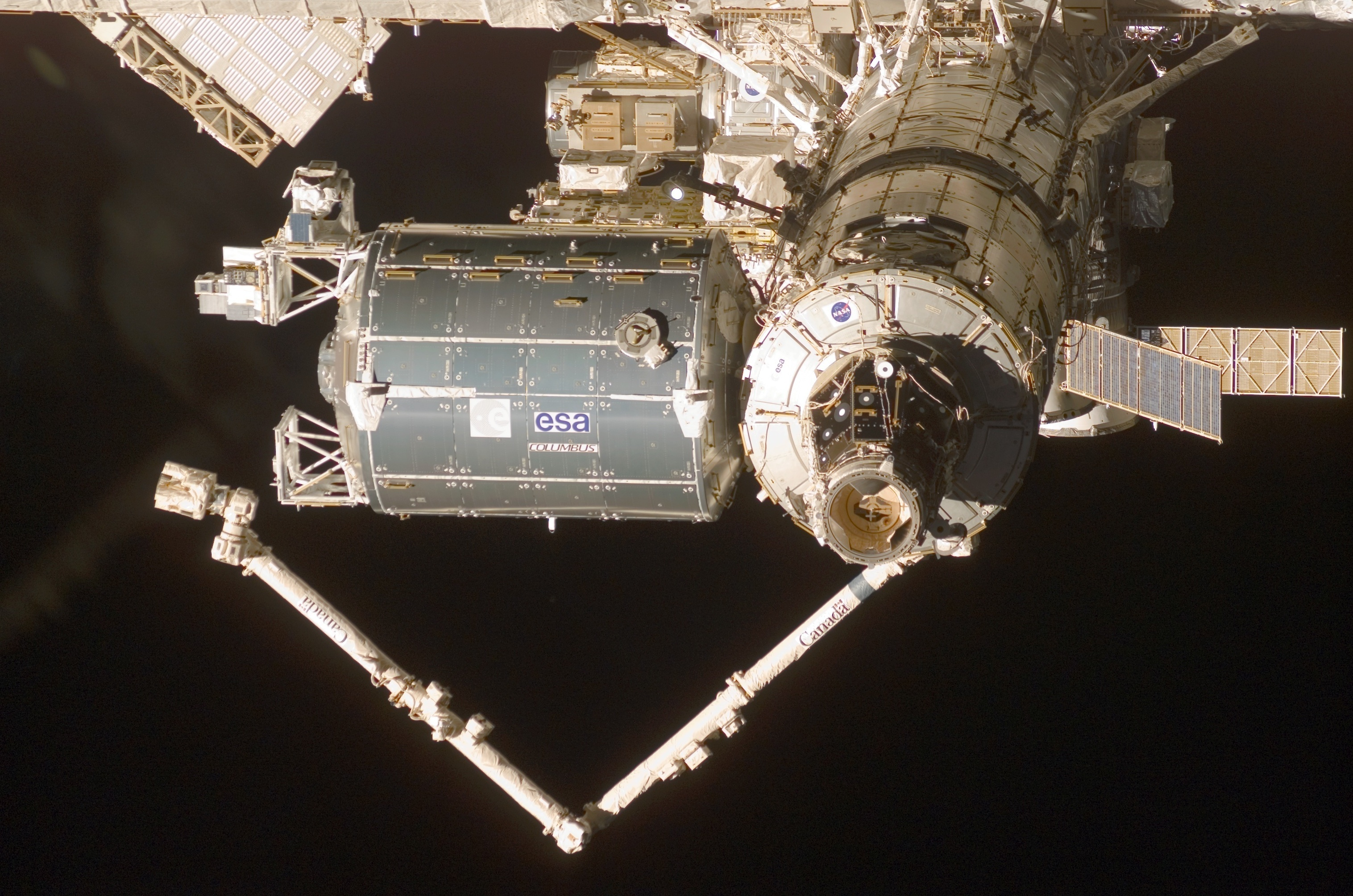
Il laboratorio Columbus ripreso dall'equipaggio della missione STS-122

Columbus ha una struttura pressurizzata pressoché cilindrica, di circa 4,5 metri di diametro esterno e con una lunghezza di circa 8 metri, che consente al proprio interno l'alloggiamento di rack standard (International Standard Payload Rack o ISPR) per esperimenti scientifici in condizioni di microgravità.
Possono essere installati fino a 10 ISPR, trasportati in orbita tramite i moduli logistici MPLM o con la navetta di rifornimento giapponese H-II Transfer Vehicle, a cui sono forniti corrente elettrica, raffreddamento tramite circuito ad acqua, azoto in pressione e sistemi di depressurizzazione tramite il collegamento con lo spazio esterno. I seguenti ISPR erano inizialmente installati all'interno di Columbus:
1. Fluid Science Laboratory (FSL)
2. European Physiology Modules (EPM)
3. Biolab
4. European Drawer Rack (EDR)
5. European Stowage Rack

I seguenti ISPR sono stati installati successivamente:
1. Human Research Facility 1 (HRF-1)
2. Human Research Facility 2 (HRF-2)

Sono inoltre disponibili quattro piattaforme esterne (columbus External Payload Facility o CEPF), più altri tre punti di aggancio sulla superficie esterna, per alloggiare esperimenti scientifici destinati all'osservazione della Terra o dello spazio. I primi due esperimenti che verranno posizionati sulla CEPF saranno:
1. European Technology Exposure Facility (EUTEF)
2. Solar Monitoring Observatory
3. RapidScat

## Storia
Il progetto iniziale risale ai primi anni Ottanta e prevedeva un laboratorio orbitante autonomo in configurazione "free flyer", ovvero non agganciato ad alcuna infrastruttura spaziale; la messa in orbita sarebbe dovuta avvenire nel 1992, cinquecentenario della scoperta dell'America, da cui il nome Columbus, ispirato a Cristoforo Colombo. Il progetto si è poi evoluto con alterne vicende fino ad essere inserito all'interno del programma ISS.

## Specifiche
- Lunghezza: 6.871 m
- Diametro: 4.487 m

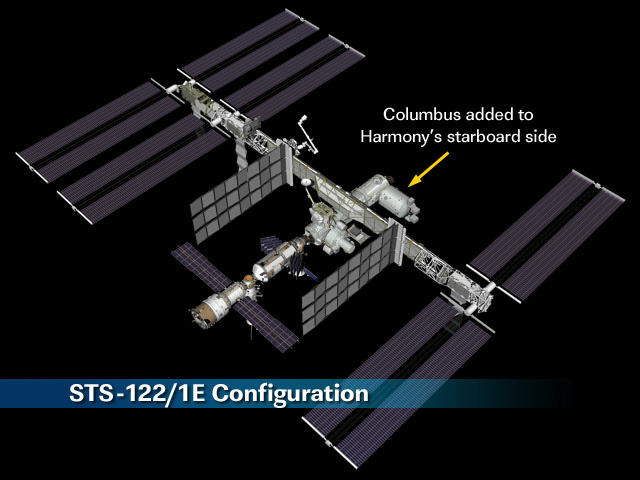
Posizione del laboratorio sulla Stazione Spaziale

- Massa (esclusi i payload): 10300 kg
- Massa (inclusi i payload): 19300 kg